# The Brothers Bloom
The Brothers Bloom è un film del 2008 scritto e diretto da Rian Johnson, interpretato da Rachel Weisz, Adrien Brody, Mark Ruffalo e Rinko Kikuchi.
Si tratta di un caper movie postmoderno che mescola elementi tipici del genere con aspetti della commedia surreale.
È stato presentato al Toronto International Film Festival 2008, successivamente è stato distribuito nelle sale americana a partire dal 29 maggio 2009, mentre non è stato ancora distribuito in Italia.
Diversi attori presenti nella pellicola avevano già preso parte al precedente film del regista, Brick - Dose mortale: Nora Zehetner, nel ruolo di Rose, Joseph Gordon-Levitt e Lukas Haas hanno invece un cameo nella scena del bar.

## Trama
I fratelli Stephen e Bloom sono due truffatori che si guadagnano da vivere escogitando colpi e truffe di vario genere, grazie anche all'aiuto dell'artificiere Bang Bang. Stephen è alla continua ricerca della "truffa perfetta". Tuttavia, quella che sarebbe dovuta essere la vittima di un loro imbroglio, l'ereditiera Penelope, diventa loro complice e fa innamorare di sé il fratello minore, Bloom. Penelope viene allora coinvolta in una serie di truffe finché Stephen non verrà rapito da Diamond Dog, il loro vecchio mentore. I due tenteranno di salvarlo, ma Stephen viene ferito mortalmente. Il fratello rivelerà loro che questa era la truffa perfetta e che il colpo era a salve. Bloom abbandona il fratello e fugge con Penelope. Durante la fuga, si accorge che il sangue del fratello non era finto e che lui è ormai morto. Scappa allora con Penelope e gli ritornano in mente le parole del fratello: "La truffa perfetta è quella in cui tutti quelli che vi partecipano ottengono quello che vogliono". Stephen ha inscenato una truffa talmente perfetta da diventare realtà e Bloom ha trovato l'amore della sua vita.